# 岡部次郎

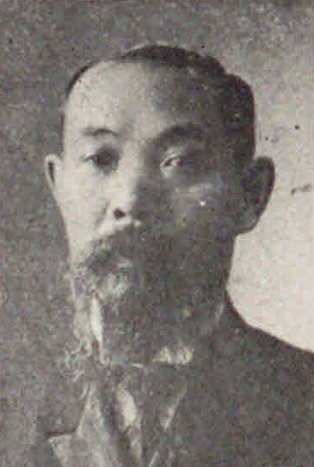
岡部次郎

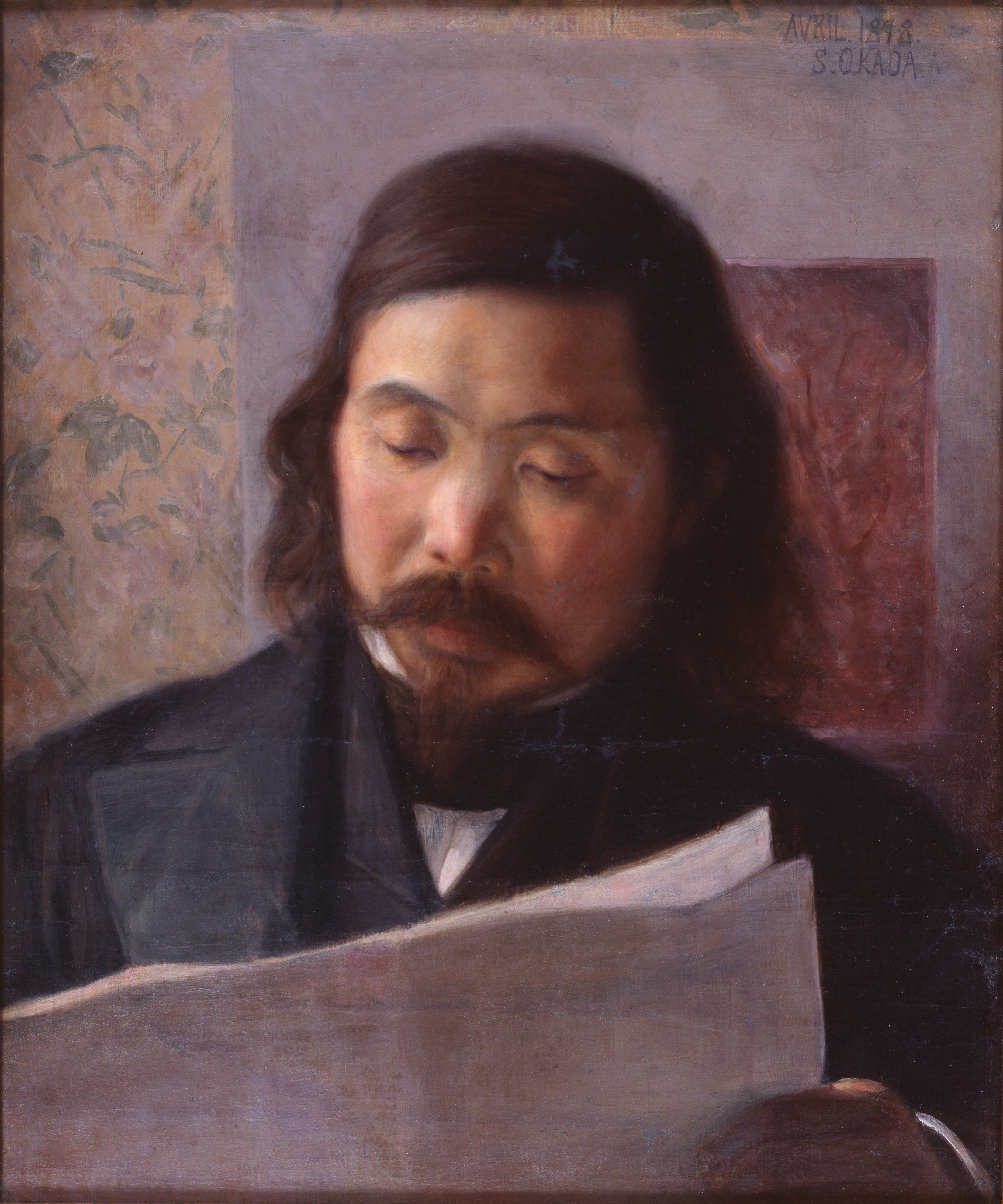
岡部次郎の肖像画（岡田三郎助筆、1898年）

岡部 次郎（おかべ じろう、元治元年8月30日（1864年9月30日） - 大正14年（1925年）7月8日）は、日本の衆議院議員（立憲政友会→中正会→憲政会）。

## 経歴
信濃国佐久郡春日村（現在の長野県佐久市）出身。岡部弥門の二男。上田中学校（現在の長野県上田高等学校）で学んだ後、東京の同人社で英学を学んだ。1885年高橋是清の渡米に従い、その後、ハワイに渡って、ハワイ王国・ハワイ共和国の顧問を務めた。その後、アメリカ本土に戻って、カリフォルニア大学を卒業、さらにシカゴ大学で修士号を得た。また、ロンドン・スクール・オブ・エコノミクス、ハイデルベルク大学、パリ大学にも遊学した。
1899年、帰国して外務省翻訳官となった。その後、伊藤博文・渡辺国武を助けて立憲政友会の創設に尽力し、さらに『北海タイムス』の主筆となった。日露戦争の際には従軍して、外国通信員監督を務め、さらに営口軍政署外交課長、営口居留民団長、営口行政委員会議長を歴任した。
1912年、第11回衆議院議員総選挙に出馬し、当選。以後、4回当選を重ねた。その間、第2次大隈内閣で海軍参政官を務めた。その他、満洲新報社長、国際平和協会専務理事、華日興業株式会社社長などの職にあった。

## 栄典
- 1925年（大正14年）7月7日 - 従四位[6]